# Pornografi i USA
| Pornografi i USA |
| --- |
| Scen från The Casting Couch, 1924. - Betydelse – pornografi producerad i USA - Bakgrund – tidigt 1900-tal - Exempel – Playboy, Hustler, Långt ner i halsen, Evil Angel |

Pornografi i USA är pornografi i tidning, film eller annat medium producerad eller publicerad i USA. Den började med privata hemmagjorda föremål, skrivna berättelser och bilder, och på 1920-talet hade en underjordisk filmindustri etablerats som spelade in avancerade sexfilmer. Senare lanserades Playboy som en erotiskt  påverkad herrtidning, medan 1970-talets Hustler och Långt ner i halsen var grafiskt mer utmanande.
I likhet med modern pornografi från andra delar av världen presenterar USA:s pornografi i första hand manliga fantasier (jämför "den manliga blicken"), och oavsett kön relaterar konsumenten materialet till den egna sexuella fantasivärlden. I Internetåldern har antalet genrer och målgrupper expanderat, sannolikt till följd av en växelverkan mellan fantasierna och materialet.

## Historik

### Bakgrund
Pornografiskt material fanns i USA redan innan Nordamerika började kolonialiseras av européer. I USA redovisade Kinsey senare samlingar från inkafolket i Peru, samlingar som hållits gömda av arkeologer och historiker. I efterkolonial miljö sexualiserades indiankvinnorna av européerna, men i modern pornografi kategoriseras porrstjärnor av indianskt ursprung som asiatiska eller latinamerikanska.
Nybyggarna som kom till USA hade med sig pornografiskt material i form av litteratur och litografier, och det tillverkades också privat i hemmen. Tidiga bordeller hade reklamblad, det producerades franska kort, och framställdes pamfletter med pornografiskt innehåll. Den engelska boken Fanny Hill från 1748, förbjöds 1821 i ett av USA:s första sedlighetsmål.
När ny teknik blev tillgänglig användes den tidigt för pornografi, först med kameran och sedan med rörliga bilder. De första filmerna avbildade nakna personer som gjorde ganska vardagliga saker, och sedan blev det mer avancerade sexscener.

### Mellankrigstiden

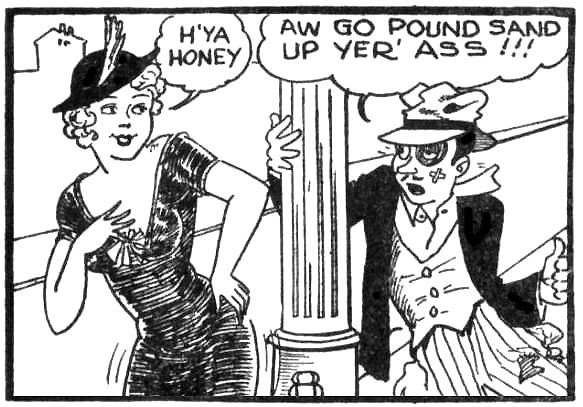
"Tijuana Bibles" bjöd under mellankrigstiden på tecknad serieporr.

På 1920-talet hade en industri för filmproduktion av korta pornografiska stumfilmer – stag films – etablerats. De skapades utanför filmbolagen och var ofta finansierade och distribuerade av maffian. De kontrollerade också prostitiution och trafficking och filmerna innehöll mycket avancerade sexscener redan på 1920-talet. De spreds sedan via herrklubbar, studentföreningar och loger, där medlemmarna samlades och tittade på filmerna tillsammans. 1924 års The Casting Couch, föreställer en anställningsintervju inför en filminspelning förvandlas till en delvis påtvingad samlagscen, som har blivit en etablerad trop inom amerikansk filmad pornografi, tillsammans med de senare pizzabudet eller reparatören som dyker upp och har sex med beställaren.

### Efter andra världskriget
Filmernas innehåll förändrades inte nämnvärt förrän på 1960-talet. Redan på 1950-talet flyttade de dock in till mer privata sammanhang, med billigare projektorer, och samtidigt etablerades butiker som sålde pornografiskt material. Filmernas innehåll förändrades när pornografisk film kunde visas på biografer i slutet av 1960-talet. Filmerna blev längre och gjorda i mer professionell studiomiljö, under vad som kallats Golden Age of Porn, ungefär Pornografins guldålder.

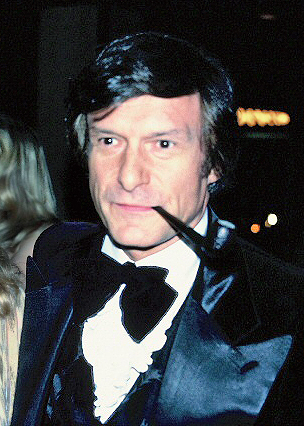
Hugh Hefner, vars Playboy blev ett utgivningsfenomen.

När Playboy lanserades, fick tidningsställen i USA en herrtidning som även innehöll foton på lättklädda eller helt nakna unga kvinnor. Några år tidigare hade den svenska Hon dansade en sommar brutit sexvallen inom europeisk film, och under de kommande åren skulle många mer avklädda produktioner produceras både öster och väster om Atlanten.
I slutet av 1960-talet hade stag films spelat ut sin roll. Istället hade det vuxit fram en hel industri av spelfilmer med mer eller mindre erotiska inslag. 1960-talet var också en era där liberala värden och sexuella revolutionen hade öppnade samhället i stort för sex på film. Några år senare avskaffades även det dåvarande förbudet för pornografi i USA, efter att man exempelvis så sent som i slutet av 1960-talet beslagtagit den svenska Jag är nyfiken (gul) på grund av dess nakna kroppar.

### 1970-talet
1970-talet brukar ofta kallas Golden Age of Porn, ungefär Pornografins guldålder. Den sexuella revolutionen hade också banat väg för en mer liberal syn på pornografisk film, och en uppmärksammad HD-dom 1973 definierade pornografi som en skyddad del av landets yttrandefrihetslagar (så länge som innehållet inte ansågs vara lagligen obscent). En liten del av pornografin diskuterades och recenserades tydligt i allmänna medier, vilket gav utrymme till att kunna göra påkostade filmer och lansera de mest framgångsrika porrskådespelarna som stjärnor och kändisar. Guldåldern anses ha upphört i samband med VHS som dumpade priserna, utbrottet av AIDS och en allmän konservativ backlash. Det var relativt unikt för den amerikanska industrin, men i till exempel Norden blandades pornografi och mainstream i gladporren.
Långt ner i halsen blev en stor publiksuccé när den släpptes på bio 1972. Den var det viktigaste och mest framgångsrika exemplet på de nya, öppet hårdpornografiska filmerna, efter frisläppandet av genren. Filmen visade samlag och uppvisanden av ett antal sexuella fantasier, och filmen gav de båda huvudrollsfigurerna Harry Reems och Linda Lovelace internationell ryktbarhet.
Året därpå producerades bland annat Djävulen i Miss Jones, med Georgina Spelvin som kvinnlig skådespelare och i regi av Gerard Damiano. Pornografin innehöll ofta manlig dominans och våld, något som även syntes på andra biodukar i Motorsågsmassakern och A Clockwork Orange. 1978 kom Debbie Does Dallas.
1974 lanserades den explicita tidningen Hustler, vilken kopierade den hårdpornografiska stilen från europeiska porrtidningar som Private och Color Climax.

### 1980- och 1990-talet

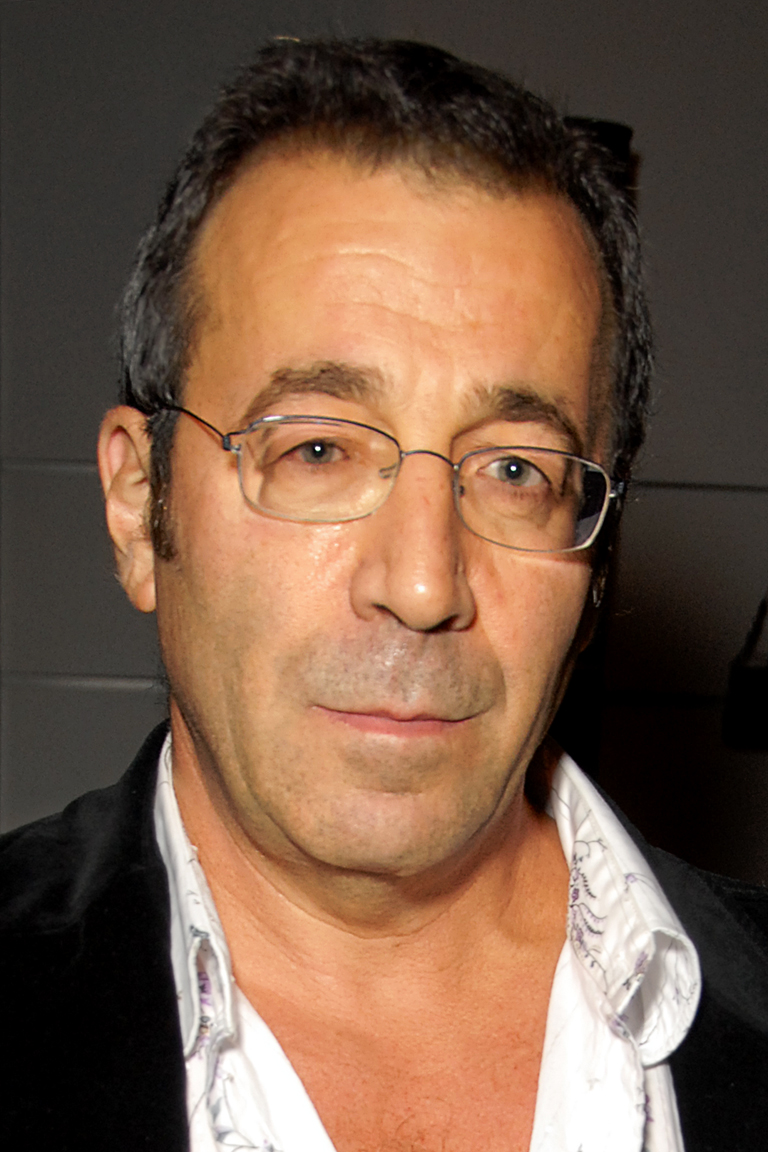
John Stagliano, vars Evil Angel och alter ego "Buttman" bidrog till att förändra branschen.

1980-talet präglades av två tendenser – romantik och revolt. Room Mates (1981, av Chuck Vincent) stod för den rebelliska och våldsamma stilen, medan romantik och blinkningar gentemot vanliga relationsproblem syntes i verk som Naughty Girls Need Love Too (1983), Stiff Competition (1984) och Every Woman Has a Fantasy (1984).
Efter John Staglianos entré i branschen 1989, via sitt bolag Evil Angel och sitt alter ego "Buttman", blev porrfilmer med icke-sexuell ramhandling mindre vanliga. Vid sidan av framväxten av den tydligt onani-inriktade gonzopornografin fortsatte man dock att producera episka dramer, såpoperor, komedier och parodier. De var inte längre inriktade på den snabbt krympande biomarknaden, utan riktade sig till de allt fler videoköparna. När Internet och DVD-spelarna spreds till allt fler hushåll, blev även detta en ny marknad – ofta för en allt mer privat konsumtion.
1990-talets filmer tenderade att inkorporera allt fler och ofta allt mer avancerade sexuella praktiker. Både fackrecensenter och konsumenter tenderade dock att "belöna" vissa handlingsmodeller, vilket ökade på det stereotypa i genren allteftersom filmernas kvalitet allt mer bedömdes utifrån deras upphetsningsfaktor och allt mindre baserat på karaktärsutveckling och komplicerade relationer. Det var allt mer utseende som räknades hos de kvinnliga skådespelarna, vilket i den amerikanska kontexten innebar att smala och välformade, kraftigt sminkade blondiner med stora bröst stod högt i kurs.
Även för den kvinnliga heterosexuella kundgruppen skedde en strömlinjeutveckling. Männen i filmerna inriktade för "par" skulle vara muskulösa, välklippta och konventionellt attraktiva, och ett "renare" och mindre hårigt utseende premierades. Där redigerade man även bort grovt språk och en del grova bilder. Filmerna för denna målgrupp var ofta som filmatiseringar av erotisk romance, en litterär genre med en huvudsakligen kvinnlig läsekrets. Regissörer som Andrew Blake och Michael Ninn inspirerades också av MTV-erans musikvideodesign.
Under 1990-talet växte dock marknaden för grövre pornografi, vilket de dåtida fackrecensenterna inte tycks ha uppfattat. Först 2005 uppmärksammade branschtidningen AVN:s recensenter 1985 års New Wave Hookers som "starten på den moderna porren".
Sedan legaliseringen av pornografi på federal nivå – skyddad av landets yttrandefrihetslagar – 1973, hade politisk kamp förts för att begränsa eller återkriminalisera den. Kampen hade både förts från konservativt håll, men också från radikalfeminister som såg och än idag ofta ser pornografin som ett verktyg till stöd för könsmaktsordningen. Mot dessa "censurförsök" organiserade sig andra feminister och liberala aktivister runt den sexpositiva rörelsen, som under 1990-talet fick stöd av delar av den tredje vågens feminism. Lokala lagar mot pornografi i bland annat Minneapolis och Indianapolis underkändes dock som stridande mot författningen, och liknande lagförslag slogs ner av USA:s högsta domstol 1997.

### Efter millennieskiftet

Pornhub, 2010-talets mest kända distributör av pornografi.

Med Internet ökade mängden pornografi, samtidigt som den otillåtna spridningen minskade mängden pengar i branschen. I mitten av decenniet etablerades de första gratissajterna av typen Youtube, och under det följande årtiondet hade Pornhub, XVideos och liknande reklamfinansierade sajter omvandlat branschen i grunden.
San Fernando Valley stod på 1980-talet enligt vissa för 90 procent av USA:s legala produktion av pornografisk film. Tre decennier senare hade exempelvis Budapest en ekonomiskt lika stor produktion som San Fernando Valley, samtidigt som USA:s produktion allt oftare skedde i Las Vegas eller Florida. Hoten mot den pornografiska branschen i södra Kalifornien kom både från hårdare regler i Los Angeles County och minskad betalningsvillighet hos konsumenterna (på grund av gratis internetpornografi). 2012–2016 krävde countyt kondom vid inspelningar av pornografiska filmer, vilket under de åren innebar att många produktioner istället flyttade till Las Vegas, Florida eller andra delar av Kalifornien.
Internetålderns olika pornografiska genrer hade delvis sina rötter i det sena 1900-talet. När Max Hardcore under decenniet experimenterade med grova maktfantasier, där manlig makt och mycket ungdomligt framställda kvinnor var normen och sexuell förnedring stod på menyn, var detta en nisch bland många. Även Evil Angel och italienaren Rocco Siffredi marknadsförde sig i den här delen av marknaden. Ett par decennier senare hade bolag som JM Productions (med namn som Jim Powers och Ashley Blue) och D&E Media (kända för Facial Abuse) haft framgång med liknande material, och på 2010-talet var James Deen en av de mest kända manliga aktörerna i filmer med ofta våldspräglat innehåll.
Samtidigt bidrog den ökade mängden konsumenter – bland dem många kvinnor – till en diversifiering i branschen, med fler gränsöverskridanden åt olika håll. Bland de nya regissörerna fanns namn som Joanna Angel och Bree Mills. Filmer med pegging (en kvinna penetrerar analt en man) började bli vanligare, och fristående entreprenörer fick med Onlyfans och liknande distributionsplattformar en chans att styra innehållet själva.
Under 2010-talet har 1980-talets antipornografimotstånd åter fått ny kraft i framför allt olika konservativt präglade delstater. Mot en bakgrund av den ökande tillgängligheten av pornografi gratis via Internet förklarade 16 delstatsparlament åren 2016–2019 pornografin som en allmän hälsokris.

### Maktpositioner i nutiden
2011 listade Chris Morris på CNBC ett antal dåtida maktpersoner inom den amerikanska porrbranschen, med ett antal män och kvinnor. Enligt Morris inkluderade dessa:
- Paul Cambria, advokat och inflytelserik rådgivare för bolag som Vivid Entertainment och förläggare som Larry Flynt.
- Steven Hirsch, grundare av Vivid, då det största produktionsbolaget i branschen.
- Larry Flynt, grundare av Hustler och ansvarig för relaterad filmproduktion.
- Hugh Hefner, grundare av Playboy.
- Samantha Lewis, medägare och VD för Digital Playground.
- Frank Koretsky, ägare till IVD och East Coast News, de största distributionsbolagen i branschen.
- Fabian Thylman, då ledare av Manwin (senare namnbytt till Mindgeek och ännu senare till Aylo).
- Ron Bravermann, VD på Doc Johnson, den största sexleksakstillverkaren.
- Derek Hay, ägare till L.A. Direct Models, en av de största artistagenturerna.
- Mark Franks, VD för Castle Megastore, den största butikskedjan med sexbutiker i USA.
- Allison Vivas, styrelseordförande för Pink Visual, en av de mest innovativa porrproducenterna för den växande mobilmarknaden
- Michael Weiner, VD på New Frontier Media och dess då nio betal-TV-kanaler
- Mary O'Connor, personlig sekreterare för Hugh Hefner sedan 1974.

Fyra år senare gjorde Morris och CNBC en ny listning av makthavare inom USA:s porrbransch. Av personerna från 2011 återkom Larry Flynt, Frank Koretsky, Derek Hay och Ron Braverman.
Bland de nya namnen syntes Feras Antoon och David Tassilo (nya ägare till Mindgeek), Michael Weinstein (ordförande för AIDS Healthcare Foundation och ansvarig för kampanjer för att försöka införa kondomkrav i branschen), Ron Caldwell (vars CCBill agerar mellanhand för över 1 miljard US-dollar i korttransaktioner kring porrbranschen), Laszlo Czero (VD för Livejasmin, en av de största bolagen inom webbkameramodellande), Leo Radvinsky (ägare till Myfreecams) och Peter Acworth (ägare till BDSM-producenten Kink.com).